# L'Aquila Calcio 1927 2013-2014
Questa voce raccoglie le informazioni riguardanti la società sportiva L'Aquila Calcio 1927 nelle competizioni ufficiali della stagione 2013-2014.

## Stagione
Per L'Aquila Calcio 1927, la stagione 2013-2014 è la 1ª assoluta in Lega Pro Prima Divisione (la 5ª considerando la continuità tra la Serie C1 e la Prima Divisione) e la 27ª complessiva nel terzo livello del campionato di calcio italiano. Il club, inoltre, partecipa per l'8ª volta alla Coppa Italia.
A inizio stagione la società decide di rinnovare il proprio organigramma societario con l'ex presidente Elio Gizzi che assume la carica di direttore generale. In panchina viene riconfermato il tecnico Giovanni Pagliari, subentrato l'anno precedente a Maurizio Ianni e tra i principali artefici della vittoria negli spareggi promozione. La squadra affronta il ritiro estivo in un resort nei pressi di Preturo, a poca distanza dal capoluogo abruzzese.
Il debutto stagionale avviene il 4 agosto sul campo del Frosinone, partita valevole per il primo turno di Coppa Italia; la sconfitta di misura (1-0) rimediata con i ciociari fa sì che L'Aquila venga eliminata dalla competizione e retrocessa in Coppa Italia Lega Pro, torneo che disputa per la 14ª volta e dalla quale è subito eliminata in virtù del 2-1 rimediato sul campo dell'Aprilia. L'esordio in campionato è invece il pareggio a reti bianche nella gara notturna del 1º settembre contro il Prato.
Nella prima trasferta di campionato, sul campo del blasonato Lecce, L'Aquila centra il primo successo stagionale imponendosi per 2-1 grazie ai gol di De Sousa e Infantino (su rigore); una settimana più tardi cade in casa al cospetto del Pisa (0-1) guidato da Dino Pagliari, fratello del tecnico rossoblù Giovanni Pagliari. Dalla 4ª alla 7ª giornata L'Aquila centra quattro vittorie consecutive — due in trasferta sui campi di Ascoli (1-3) e Salernitana (0-1) e due in casa contro Viareggio (4-1, prima vittoria casalinga della stagione) e Grosseto (1-0) — proiettandosi così in seconda posizione a un solo punto dal Pontedera capolista.
All'8ª giornata L'Aquila viene fermata sul pari a tempo scaduto dal Barletta (2-2); il punto guadagnato in Puglia permette comunque ai rossoblù di agganciare la prima posizione (seppur in coabitazione con altre tre squadre: Frosinone, Pisa e Pontedera), a distanza di quasi 13 anni dall'ultima volta. La successiva giornata i rossoblù osservano il turno di riposo, perdendo temporaneamente la prima posizione che però viene riconquistata già dalla domenica successiva grazie al 2-0 inflitto alla Paganese. La striscia positiva si interrompe all'11ª giornata quando L'Aquila viene battuta al Curi di Perugia dai biancorossi locali che si impongono per 2-1 grazie a un gol allo scadere. La settimana successiva sono ancora due gol subiti negli ultimi minuti a fermare i rossoblù sul pari contro il Benevento (2-2).
Alla 13ª giornata L'Aquila espugna il campo di Pontedera (2-3) conquistando per la prima volta la vetta solitaria della classifica con una partita in meno rispetto alle inseguitrici Frosinone e Pisa. Dopo questo risultato, tuttavia, i rossoblù inanellano un'inaspettata sequenza di tre sconfitte consecutive — di cui due in casa con Gubbio (1-2, giocata in notturna per esigenze televisive, con condizioni climatiche proibitive) e Frosinone (0-1) e una in trasferta sul campo della Nocerina ultima in classifica (1-0) — prima di tornare al successo proprio sul finire dell'anno, al Ceravolo di Catanzaro (0-2), chiudendo così il girone di andata in 4ª posizione.
Il girone di ritorno si apre con la trasferta di Prato, conclusasi nuovamente 0-0. Successivamente L'Aquila cade in casa con il Lecce (0-1), venendo superata in graduatoria proprio dalla squadra salentina e dal Benevento, mentre la settimana dopo pareggia 2-2 in rimonta con il Pisa. Il ritorno alla vittoria, che al Fattori mancava da quasi 3 mesi, avviene alla 21ª giornata, quando un gol a tempo scaduto di Pomante permette ai rossoblù di avere la meglio sull'Ascoli (2-1). La settimana successiva L'Aquila torna alla vittoria anche in trasferta andando a espugnare il campo di Viareggio (1-3) e tornando così in 3ª posizione.
Dopo essere stata fermata in casa sul pari dalla Salernitana (1-1), gli abruzzesi incappano nella loro settima sconfitta stagionale venendo sconfitti allo Zecchini di Grosseto dopo una gara dominata per larghi tratti e condizionata dal rigore sbagliato da De Sousa nel primo tempo (1-0). In seguito i rossoblù si impongono su Barletta in casa (2-0) e Paganese in trasferta (0-1), successi intervallati dal turno di riposo.
Alla 28ª giornata il big match con il Perugia si chiude sullo 0-0, con L'Aquila che fallisce nuovamente un calcio di rigore (questa volta è Piá a farsi respingere il tiro dal portiere umbro) nel secondo tempo; i rossoblù si riscattano la domenica successiva andando a conquistare i tre punti a Benevento grazie a un gol allo scadere di De Sousa (0-1), per poi cadere nuovamente in casa al cospetto del Pontedera che al Fattori si impone per 2-0. Il 6 aprile, nel giorno in cui ricorre il quinto anniversario del sisma del 2009, L'Aquila, sostenuta da oltre 400 tifosi, offre una prestazione perfetta che le permette di espugnare il Barbetti di Gubbio con un roboante 0-4 e tornare così in quarta posizione; la settimana dopo, i rossoblù usufruiscono della vittoria a tavolino contro la Nocerina in virtù dell'esclusione della società campana dal torneo.
Negli ultimi due turni, la sconfitta con il Frosinone (3-0) e il pari a reti bianche con il Catanzaro non stravolgono eccessivamente la classifica, con i rossoblù che concludono la stagione in 5ª posizione qualificandosi, a distanza di 80 anni dall'ultima volta, ai play-off per la Serie B. L'Aquila viene tuttavia eliminata già nel primo turno (giocato in gara unica in un Fattori esaurito) dal Pisa che trova il gol della vittoria allo scadere dopo che i rossoblù — costretti a fare tre cambi nella prima ora di gioco per infortuni — erano andati vicino alla marcatura in più di un'occasione, colpendo anche due traverse.

## Divise e sponsor
Lo sponsor tecnico per la stagione 2013-2014 è Macron. Solo in occasione della sfida con il Pisa, valida per i play-off, L'Aquila scende in campo con lo sponsor Rete Impresa L'Aquila. L'emittente televisiva locale laQtv ottiene l'esclusiva a trasmettere in differita tutte le partite del club.
Per la scelta delle maglie, la società ha deciso di indire un sondaggio tra i tifosi che possono scegliere tra due differenti completi per le gare casalinghe e altri due per le gare in trasferta; la scelta è caduta su una maglia casalinga classica con nove strisce, 5 blu e 4 rosse, sagomate sui fianchi e su un completo da trasferta bianco con due strisce trasversali, una rossa e una blu, simile alla maglia utilizzata dal club negli anni sessanta. Le maglie sono state presentate il 28 novembre e hanno fatto il loro esordio il giorno successivo, in occasione dell'anticipo contro il Gubbio.
La presentazione della squadra è invece avvenuta martedì 27 agosto in piazza del Palazzo, nel centro storico del capoluogo abruzzese, con la partecipazione delle modelle aquilane Claudia Romani e Alessia Reato.
| Casa | Trasferta |

## Organigramma societario
Area direttiva
- Presidente: Corrado Chiodi
- Vice presidente: Massimo Mancini
- Amministratore delegato: Elio Gizzi
- Direttore generale: Fabio Guido Aureli

Area organizzativa
- Responsabile area organizzativa: Giancarlo Di Crescenzo
- Team manager: Angelo Piccoli
- Segretario generale: Elianna Vaira

Area sanitaria
- Responsabile sanitario: Antonio Barrucci, Antonello Bernardi, Rodolfo Fanini

Area tecnica
- Responsabile area tecnica: Ercole Di Nicola
- Allenatore: Giovanni Pagliari
- Allenatore in seconda: Giovanni Migliorelli
- Preparatore atletico: Vincenzo Milazzo
- Preparatore dei portieri: Marco Onesti

## Rosa

La formazione dei play-off contro il Pisa.

| N. |                   | Ruolo | Calciatore               |
| -- | ----------------- | ----- | ------------------------ |
|    | Italia (bandiera) | P     | Paride Addario           |
|    | Italia (bandiera) | P     | Andrea Testa             |
|    | Italia (bandiera) | P     | Pierpaolo Ursini         |
|    | Italia (bandiera) | D     | Simone Dallamano         |
|    | Italia (bandiera) | D     | Riccardo De Santis       |
|    | Italia (bandiera) | D     | Roberto Di Maio          |
|    | Italia (bandiera) | D     | Filippo Di Pentima       |
|    | Italia (bandiera) | D     | Edoardo Ferrante         |
|    | Italia (bandiera) | D     | Daniele Gizzi            |
|    | Italia (bandiera) | D     | Gianmarco Ingrosso       |
|    | Italia (bandiera) | D     | Giacomo Ligorio          |
|    | Italia (bandiera) | D     | Tiziano Mucciante        |
|    | Italia (bandiera) | D     | Ivan Pedrelli            |
|    | Italia (bandiera) | D     | Marco Pomante (capitano) |
|    | Italia (bandiera) | D     | Andrea Scrugli           |
|    | Italia (bandiera) | D     | Andrea Zaffagnini        |
|    | Italia (bandiera) | C     | Francesco Agnello        |
|    | Italia (bandiera) | C     | Imperio Carcione         |
|    | Italia (bandiera) | C     | Adelio Cerbone           |
|    | Italia (bandiera) | C     | Amato Ciciretti          |
|    | Italia (bandiera) | C     | Francesco Corapi         |

| N. |                    | Ruolo | Calciatore              |
| -- | ------------------ | ----- | ----------------------- |
|    | Italia (bandiera)  | C     | Lorenzo Del Pinto       |
|    | Italia (bandiera)  | C     | Lucio Di Lollo          |
|    | Italia (bandiera)  | C     | Marco Gallozzi          |
|    | Italia (bandiera)  | C     | Dario Maltese           |
|    | Italia (bandiera)  | C     | Augusto Marfisi         |
|    | Italia (bandiera)  | C     | Valerio Petrucci        |
|    | Italia (bandiera)  | C     | Nicolas Teggi           |
|    | Italia (bandiera)  | C     | Diego Vettraino         |
|    | Italia (bandiera)  | A     | Daniele Abbracciante    |
|    | Italia (bandiera)  | A     | Manuel Angelilli        |
|    | Italia (bandiera)  | A     | Michele Bentoglio       |
|    | Italia (bandiera)  | A     | Nicola Ciotola          |
|    | Italia (bandiera)  | A     | Claudio De Sousa        |
|    | Italia (bandiera)  | A     | Lorenzo Di Stefano      |
|    | Italia (bandiera)  | A     | Alexis Ferrante         |
|    | Italia (bandiera)  | A     | Marco Frediani          |
|    | Italia (bandiera)  | A     | Umberto Improta         |
|    | Italia (bandiera)  | A     | Saveriano Infantino     |
|    | Italia (bandiera)  | A     | Alberto Libertazzi      |
|    | Brasile (bandiera) | A     | Piá                     |
|    | Italia (bandiera)  | A     | Vittorio Tateo Triarico |

## Calciomercato

### Sessione estiva(dall'1/7 all'31/8)
In seguito al salto di categoria, la rosa rossoblù viene nuovamente rivoluzionata rispetto alla stagione precedente. Pochi i confermati tra i giocatori che hanno guidato la squadra alla promozione solo l'anno prima; tra questi si citano il portiere Andrea Testa, al suo quarto anno in Abruzzo, il mediano Imperio Carcione e gli attaccanti Nicola Ciotola e Severiano Infantino.
La difesa viene puntellata con gli acquisti di Simone Dallamano dal Cesena, Roberto Di Maio dal Lecce (contratto biennale), Andrea Scrugli e Andrea Zaffagnini dall'Andria mentre vengono ceduti il centrale Tiziano Mucciante e il terzino Francesco Rapisarda. A centrocampo gli acquisti principali sono quelli di Francesco Corapi dalla Nocerina (contratto biennale) e Lorenzo Del Pinto, aquilano di nascita ma proveniente dal Chieti (contratto triennale), che prendono il posto di Gaetano Iannini e Michele Menicozzo. Viene inoltre avviata una partnership con la Roma che porta in rossoblù inizialmente il trequartista Amato Ciciretti e l'esterno Marco Frediani, entrambi in prestito con diritto di riscatto, e successivamente la punta centrale Jonathan Alexis Ferrante, anch'essa in prestito, ma poi svincolatasi. Il colpo del mercato è tuttavia quello dell'attaccante Claudio De Sousa (contratto biennale), anch'esso al Chieti la passata stagione. Passano all'Arzanese, invece, gli attaccanti Umberto Improta (miglior marcatore dei rossoblù nelle passate due stagioni) e Francesco Ripa.
| Acquisti | Acquisti             | Acquisti            | Acquisti   |
| R.       | Nome                 | da                  | Modalità   |
| -------- | -------------------- | ------------------- | ---------- |
| P        | Paride Addario       | Gavorrano           | definitivo |
| P        | Pierpaolo Ursini     | Recanatese          | ?          |
| D        | Simone Dallamano     | Cesena              | definitivo |
| D        | Roberto Di Maio      | Lecce               | definitivo |
| D        | Edoardo Ferrante     | R.C. Angolana       | ?          |
| D        | Andrea Scrugli       | Fidelis Andria      | definitivo |
| D        | Andrea Zaffagnini    | Fidelis Andria      | definitivo |
| C        | Adelio Cerbone       | Chieti              | ?          |
| C        | Amato Ciciretti      | Roma                | prestito   |
| C        | Francesco Corapi     | Nocerina            | definitivo |
| C        | Lorenzo Del Pinto    | Chieti              | definitivo |
| C        | Lucio Di Lollo       | Olympia Agnonese    | ?          |
| C        | Valerio Petrucci     | Valleverde Riccione | ?          |
| A        | Daniele Abbracciante | Parma               | prestito   |
| A        | Michele Bentoglio    | Parma               | prestito   |
| A        | Claudio De Sousa     | Chieti              | definitivo |
| A        | Lorenzo Di Stefano   | Fano                | ?          |
| A        | Alexis Ferrante      | Roma                | prestito   |
| A        | Marco Frediani       | Roma                | prestito   |

| Cessioni | Cessioni            | Cessioni      | Cessioni      |
| R.       | Nome                | a             | Modalità      |
| -------- | ------------------- | ------------- | ------------- |
| P        | Francesco Leuci     |               | svincolato    |
| P        | Andrea Tomarelli    |               | svincolato    |
| C        | Michele Aprile      |               | svincolato    |
| D        | Maurizio Balestra   |               | svincolato    |
| D        | Matteo D'Amico      | Sora          | ?             |
| D        | Tiziano Mucciante   | Cuneo         | definitivo    |
| D        | Andrea Petta        |               | svincolato    |
| D        | Francesco Rapisarda | Parma         | svincolato    |
| C        | Alessio Cannoni     | Siena         | fine prestito |
| C        | Andrea D'Amico      | Vigor Lamezia | svincolato    |
| C        | Edoardo Dall'Armi   |               | svincolato    |
| C        | Gaetano Iannini     | Matera        | definitivo    |
| C        | Fabio Marcotullio   |               | svincolato    |
| C        | Michele Menicozzo   | Taranto       | definitivo    |
| A        | Thomas Albanese     | Sansepolcro   | definitivo    |
| A        | Roberto Colussi     |               | svincolato    |
| A        | Umberto Improta     | Arzanese      | prestito      |
| A        | Francesco Ripa      | Arzanese      | definitivo    |

### Operazioni esterne alle sessioni
| Acquisti | Acquisti       | Acquisti | Acquisti   |
| R.       | Nome           | da       | Modalità   |
| -------- | -------------- | -------- | ---------- |
| C        | Marco Gallozzi |          | svincolato |

| Cessioni | Cessioni         | Cessioni | Cessioni   |
| R.       | Nome             | a        | Modalità   |
| -------- | ---------------- | -------- | ---------- |
| D        | Stefano Blaiotta |          | svincolato |
| A        | Alexis Ferrante  | Roma     | svincolato |

### Sessione invernale(dal 3/1 al 31/1)
Nella sessione invernale di calciomercato viene rinnovato il reparto avanzato con gli acquisti di Alberto Libertazzi, ex primavera della Juventus, e di Piá, oltre 50 gare in Serie A con le maglie di Atalanta, Catania e Napoli; contestualmente vengono ceduti due tra gli artefici della promozione in Lega Pro Prima Divisione l'anno passato, ovvero Nicola Ciotola e Saveriano Infantino, entrambi alla Torres insieme al difensore Roberto Di Maio. Si accasa all'Aquila, in prestito dal Trapani, l'esterno d'attacco Diego Vincenzo Vettraino. Al Perugia viene ceduto il regista (ed ex capitano) Imperio Carcione che in occasione della sfida casalinga con l'Ascoli ha salutato la tifoseria rossoblù; al suo posto viene preso, in prestito dal Latina, Dario Maltese.
| Acquisti | Acquisti                 | Acquisti     | Acquisti   |
| R.       | Nome                     | da           | Modalità   |
| -------- | ------------------------ | ------------ | ---------- |
| D        | Filippo Di Pentima       | L.R. Vicenza | prestito   |
| D        | Ivan Pedrelli            | Ischia       | definitivo |
| C        | Dario Maltese            | Latina       | prestito   |
| C        | Augusto Marfisi          | Aprilia      | prestito   |
| C        | Nicolas Teggi            | Carpi        | prestito   |
| C        | Diego Vincenzo Vettraino | Trapani      | prestito   |
| A        | Manuel Angelilli         | Torres       | definitivo |
| A        | Alberto Libertazzi       | Novara       | prestito   |
| A        | Piá                      |              | svincolato |

| Cessioni | Cessioni            | Cessioni      | Cessioni   |  |
| R.       | Nome                | a             | Modalità   |  |
| -------- | ------------------- | ------------- | ---------- |  |
| P        | Pierpaolo Ursini    | Bellaria      | prestito   |  |
| D        | Roberto Di Maio     | Torres        | definitivo |  |
| D        | Daniele Gizzi       | Santarcangelo | definitivo |  |
| D        | Giacomo Ligorio     | Teramo        | definitivo |  |
| C        | Imperio Carcione    | Perugia       | definitivo |  |
| C        | Lucio Di Lollo      | Aprilia       | prestito   |  |
| C        | Valerio Petrucci    | Ischia        | definitivo |  |
| A        | Nicola Ciotola      | Torres        | definitivo |  |
| A        | Lorenzo Di Stefano  | Bellaria      | prestito   |  |
| A        | Saveriano Infantino | Torres        | definitivo |  |

## Risultati

### Lega Pro Prima Divisione

#### Girone di andata
| L'Aquila 1º settembre 2013, ore 20:45 UTC+2 1ª giornata | L'Aquila                         | 0 – 0 referto | Prato | Stadio Tommaso Fattori (2.177 spett.)\| Arbitro: \| Vincenzo Ripa (Nocera Inferiore) \| |
| Arbitro:                                                | Vincenzo Ripa (Nocera Inferiore) |               |       |                                                                                         |

| Arbitro: | Francesco Guccini (Albano Laziale) |

|             |           |                                   |
| Miccoli 95’ | Marcatori | 38’ De Sousa 83’ (rig.) Infantino |

| Arbitro: | Claudio Lanza (Nichelino) |

|  |           |          |
|  | Marcatori | 11’ Arma |

| Arbitro: | Lorenzo Illuzzi (Molfetta) |

|               |           |                                        |
| Malatesta 28’ | Marcatori | 24’ De Sousa 50’ Frediani 81’ Gallozzi |

| Arbitro: | Francesco Fiore (Barletta) |

|                                                    |           |                      |
| De Sousa 5’ (rig.), 14’ Ciciretti 25’ Triarico 80’ | Marcatori | 17’ (rig.) Benedetti |

| Arbitro: | Rosario Abisso (Palermo) |

|  |           |                        |
|  | Marcatori | 66’ (aut.) Siniscalchi |

| Arbitro: | Daniele Rasia (Bassano del Grappa) |

|               |           |  |
| Del Pinto 33’ | Marcatori |  |

| Arbitro: | Valerio Marini (Roma) |

|                          |           |                           |
| Allegretti 62’ Picci 95’ | Marcatori | 1’ Carcione 88’ Del Pinto |

| Arbitro: | Riccardo Ros (Pordenone) |

|                         |           |  |
| Corapi 24’ Frediani 32’ | Marcatori |  |

| Arbitro: | Ivano Pezzuto (Lecce) |

|                              |           |              |
| Eusepi 21’ (rig.) Mazzeo 86’ | Marcatori | 71’ Triarico |

| Arbitro: | Niccolò Baroni (Firenze) |

|                            |           |                              |
| Frediani 14’ Del Pinto 19’ | Marcatori | 86’ (rig.) Evacuo 94’ Di Deo |

| Arbitro: | Daniele Martinelli (Roma) |

|                              |           |                                |
| Regoli 65’ Grassi 68’ (rig.) | Marcatori | 14’, 58’ Del Pinto 64’ Agnello |

| Arbitro: | Alessandro Caso (Verona) |

|             |           |                           |
| Pomante 87’ | Marcatori | 7’ Baccolo 42’ Falconieri |

| Arbitro: | Riccardo Baldicchi (Città di Castello) |

|           |           |  |
| Danti 50’ | Marcatori |  |

| Arbitro: | Alessandro Greco (Lecce) |

|  |           |             |
|  | Marcatori | 17’ Ciofani |

| Arbitro: | Marco Serra (Torino) |

|  |           |                                   |
|  | Marcatori | 30’ (rig.) De Sousa 80’ Infantino |

#### Girone di ritorno
| Prato 5 gennaio 2014, ore 14:30 UTC+2 18ª giornata | Prato                          | 0 – 0 referto | L'Aquila | Stadio Lungobisenzio (636 spett.)\| Arbitro: \| Domenico Rocca (Vibo Valentia) \| |
| Arbitro:                                           | Domenico Rocca (Vibo Valentia) |               |          |                                                                                   |

| Arbitro: | Mirko Mangialardi (Pistoia) |

|  |           |            |
|  | Marcatori | 18’ Papini |

| Arbitro: | Diego Cifelli (Campobasso) |

|                    |           |                            |
| Rozzio 4’ Arma 30’ | Marcatori | 47’ Libertazzi 76’ Pomante |

| Arbitro: | Stefano Giovani (Grosseto) |

|                          |           |             |
| De Sousa 54’ Pomante 92’ | Marcatori | 61’ Colomba |

| Arbitro: | Lorenzo Illuzzi (Molfetta) |

|             |           |                                           |
| Rosafio 64’ | Marcatori | 60’ Libertazzi 87’ Del Pinto 91’ Gallozzi |

| Arbitro: | Francesco Fiore (Barletta) |

|             |           |             |
| Pomante 54’ | Marcatori | 88’ Bianchi |

| Arbitro: | Pietro Dei Giudici (Latina) |

|               |           |  |
| Legittimo 86’ | Marcatori |  |

| Arbitro: | Luigi Rossi (Rovigo) |

|                         |           |  |
| De Sousa 3’ Maltese 34’ | Marcatori |  |

| Arbitro: | Marco Serra (Torino) |

|  |           |              |
|  | Marcatori | 11’ Frediani |

| L'Aquila 16 marzo 2014, ore 14:30 UTC+2 28ª giornata | L'Aquila                 | 0 – 0 referto | Perugia | Stadio Tommaso Fattori (2.861 spett.)\| Arbitro: \| Niccolò Baroni (Firenze) \| |
| Arbitro:                                             | Niccolò Baroni (Firenze) |               |         |                                                                                 |

| Arbitro: | Rosario Abisso (Palermo) |

|  |           |              |
|  | Marcatori | 92’ De Sousa |

| Arbitro: | Ivano Pezzuto (Lecce) |

|  |           |                       |
|  | Marcatori | 68’ Caponi 83’ Regoli |

| Arbitro: | Stefano D'Angelo (Ascoli Piceno) |

|  |           |                                            |
|  | Marcatori | 5’ Corapi 28’ (rig.), 41’ De Sousa 60’ Piá |

| L'Aquila 13 aprile 2014, ore 15:00 UTC+1 32ª giornata | L'Aquila | 3 – 0 (tav) referto | Nocerina | Stadio Tommaso Fattori |

| Arbitro: | Niccolò Baroni (Firenze) |

|                                            |           |  |
| Gucher 20’ Curiale 67’ (rig.) Paganini 93’ | Marcatori |  |

| L'Aquila 4 maggio 2014, ore 15:00 UTC+1 34ª giornata | L'Aquila                           | 0 – 0 referto | Catanzaro | Stadio Tommaso Fattori (1.772 spett.)\| Arbitro: \| Francesco Guccini (Albano Laziale) \| |
| Arbitro:                                             | Francesco Guccini (Albano Laziale) |               |           |                                                                                           |

#### Play-off
| Arbitro: | Jean Luca Sacchi (Macerata) |

|  |           |               |
|  | Marcatori | 87’ Goldaniga |

### Coppa Italia
| Arbitro: | Antonio Eros Lacagnina (Caltanissetta) |

|           |           |  |
| Frara 22’ | Marcatori |  |

### Coppa Italia Lega Pro
| Arbitro: | Antonello Balice (Termoli) |

|                         |           |               |
| Cafiero 21’ Barbuti 83’ | Marcatori | 53’ Infantino |

## Statistiche

### Statistiche di squadra
| Competizione             | Punti | In casa | In casa | In casa | In casa | In casa | In casa | In trasferta | In trasferta | In trasferta | In trasferta | In trasferta | In trasferta | Totale | Totale | Totale | Totale | Totale | Totale | DR  |
| Competizione             | Punti | G       | V       | N       | P       | Gf      | Gs      | G            | V            | N            | P            | Gf           | Gs           | G      | V      | N      | P      | Gf     | Gs     | DR  |
| ------------------------ | ----- | ------- | ------- | ------- | ------- | ------- | ------- | ------------ | ------------ | ------------ | ------------ | ------------ | ------------ | ------ | ------ | ------ | ------ | ------ | ------ | --- |
| Lega Pro Prima Divisione | 53    | 16      | 6       | 5       | 5       | 18      | 12      | 16           | 9            | 3            | 4            | 25           | 16           | 32     | 15     | 8      | 9      | 43     | 28     | +15 |
| Play-off                 | -     | 1       | 0       | 0       | 1       | 0       | 1       | 0            | 0            | 0            | 0            | 0            | 0            | 1      | 0      | 0      | 1      | 0      | 1      | -1  |
| Coppa Italia             | -     | 0       | 0       | 0       | 0       | 0       | 0       | 1            | 0            | 0            | 1            | 0            | 1            | 1      | 0      | 0      | 1      | 0      | 1      | -1  |
| Coppa Italia Lega Pro    | -     | 0       | 0       | 0       | 0       | 0       | 0       | 1            | 0            | 0            | 1            | 1            | 2            | 1      | 0      | 0      | 1      | 1      | 2      | -1  |
| Totale                   | -     | 17      | 6       | 5       | 6       | 18      | 13      | 18           | 9            | 3            | 6            | 26           | 19           | 35     | 15     | 8      | 12     | 44     | 32     | +12 |

### Andamento in campionato
La tabella seguente tiene conto della classifica avulsa nel calcolo della posizione in classifica. Alla 9ª e alla 26ª giornata L'Aquila ha osservato il turno di riposo.
| Giornata  | 1  | 2 | 3 | 4 | 5 | 6 | 7 | 8 | 9 | 10 | 11 | 12 | 13 | 14 | 15 | 16 | 17 | 18 | 19 | 20 | 21 | 22 | 23 | 24 | 25 | 26 | 27 | 28 | 29 | 30 | 31 | 32 | 33 | 34 |
| --------- | -- | - | - | - | - | - | - | - | - | -- | -- | -- | -- | -- | -- | -- | -- | -- | -- | -- | -- | -- | -- | -- | -- | -- | -- | -- | -- | -- | -- | -- | -- | -- |
| Luogo     | C  | T | C | T | C | T | C | T | - | C  | T  | C  | T  | C  | T  | C  | T  | T  | C  | T  | C  | T  | C  | T  | C  | -  | T  | C  | T  | C  | T  | C  | T  | C  |
| Risultato | N  | V | P | V | V | V | V | N | - | V  | P  | N  | V  | P  | P  | P  | V  | N  | P  | N  | V  | V  | N  | P  | V  | -  | V  | N  | V  | P  | V  | V  | P  | N  |
| Posizione | 10 | 5 | 9 | 5 | 3 | 2 | 2 | 3 | 5 | 3  | 4  | 3  | 1  | 4  | 5  | 5  | 4  | 4  | 6  | 5  | 4  | 3  | 4  | 6  | 5  | 6  | 5  | 6  | 4  | 6  | 4  | 4  | 5  | 5  |

Legenda:

Luogo: C = Casa; T = Trasferta. Risultato: V = Vittoria; N = Pareggio; P = Sconfitta.

### Statistiche dei giocatori
| Giocatore       | Campionato | Campionato | Campionato  | Campionato | Play-off | Play-off | Play-off    | Play-off   | Coppa Italia | Coppa Italia | Coppa Italia | Coppa Italia | Coppa Italia Lega Pro | Coppa Italia Lega Pro | Coppa Italia Lega Pro | Coppa Italia Lega Pro | Totale   | Totale | Totale      | Totale     |
| Giocatore       | Presenze   | Reti       | Ammonizioni | Espulsioni | Presenze | Reti     | Ammonizioni | Espulsioni | Presenze     | Reti         | Ammonizioni  | Espulsioni   | Presenze              | Reti                  | Ammonizioni           | Espulsioni            | Presenze | Reti   | Ammonizioni | Espulsioni |
| --------------- | ---------- | ---------- | ----------- | ---------- | -------- | -------- | ----------- | ---------- | ------------ | ------------ | ------------ | ------------ | --------------------- | --------------------- | --------------------- | --------------------- | -------- | ------ | ----------- | ---------- |
| D. Abbracciante | 1          | 0          | 0           | 0          | 0        | 0        | 0           | 0          | 1            | 0            | 0            | 0            | 1                     | 0                     | 1                     | 0                     | 3        | 0      | 1           | 0          |
| P.V. Addario    | 1          | -1         | 0           | 0          | 0        | 0        | 0           | 0          | 0            | 0            | 0            | 0            | 1                     | -2                    | 0                     | 0                     | 2        | -3     | 0           | 0          |
| F. Agnello      | 15         | 1          | 4           | 0          | 1        | 0        | 0           | 0          | 0            | 0            | 0            | 0            | 0                     | 0                     | 0                     | 0                     | 16       | 1      | 4           | 0          |
| M. Angelilli    | 1          | 0          | 0           | 0          | 0        | 0        | 0           | 0          | 0            | 0            | 0            | 0            | 0                     | 0                     | 0                     | 0                     | 1        | 0      | 0           | 0          |
| M. Bentoglio    | 2          | 0          | 0           | 0          | 0        | 0        | 0           | 0          | 0            | 0            | 0            | 0            | 1                     | 0                     | 0                     | 0                     | 3        | 0      | 0           | 0          |
| I. Carcione     | 17         | 1          | 6           | 0          | 0        | 0        | 0           | 0          | 1            | 0            | 0            | 0            | 0                     | 0                     | 0                     | 0                     | 18       | 1      | 6           | 0          |
| A. Cerbone      | 0          | 0          | 0           | 0          | 0        | 0        | 0           | 0          | 0            | 0            | 0            | 0            | 1                     | 0                     | 0                     | 0                     | 1        | 0      | 0           | 0          |
| A. Ciciretti    | 20         | 1          | 1           | 0          | 1        | 0        | 0           | 0          | 1            | 0            | 0            | 0            | 0                     | 0                     | 0                     | 0                     | 22       | 1      | 1           | 0          |
| N. Ciotola      | 15         | 0          | 1           | 0          | 0        | 0        | 0           | 0          | 1            | 0            | 0            | 0            | 1                     | 0                     | 0                     | 0                     | 17       | 0      | 1           | 0          |
| F. Corapi       | 25         | 2          | 5           | 0          | 0        | 0        | 0           | 0          | 1            | 0            | 0            | 0            | 0                     | 0                     | 0                     | 0                     | 26       | 2      | 5           | 0          |
| S. Dallamano    | 28         | 0          | 1           | 0          | 1        | 0        | 0           | 0          | 0            | 0            | 0            | 0            | 0                     | 0                     | 0                     | 0                     | 29       | 0      | 1           | 0          |
| R. De Santis    | 0          | 0          | 0           | 0          | 0        | 0        | 0           | 0          | 0            | 0            | 0            | 0            | 0                     | 0                     | 0                     | 0                     | 0        | 0      | 0           | 0          |
| C. De Sousa     | 31         | 10         | 2           | 0          | 1        | 0        | 0           | 0          | 0            | 0            | 0            | 0            | 0                     | 0                     | 0                     | 0                     | 32       | 10     | 2           | 0          |
| L. Del Pinto    | 28         | 6          | 7           | 0          | 1        | 0        | 0           | 0          | 1            | 0            | 0            | 0            | 0                     | 0                     | 0                     | 0                     | 30       | 6      | 7           | 0          |
| L. Di Lollo     | 0          | 0          | 0           | 0          | 0        | 0        | 0           | 0          | 0            | 0            | 0            | 0            | 1                     | 0                     | 0                     | 0                     | 1        | 0      | 0           | 0          |
| R. Di Maio      | 5          | 0          | 3           | 1          | 0        | 0        | 0           | 0          | 0            | 0            | 0            | 0            | 1                     | 0                     | 0                     | 0                     | 6        | 0      | 3           | 1          |
| F. Di Pentima   | 0          | 0          | 0           | 0          | 0        | 0        | 0           | 0          | 0            | 0            | 0            | 0            | 0                     | 0                     | 0                     | 0                     | 0        | 0      | 0           | 0          |
| L. Di Stefano   | 0          | 0          | 0           | 0          | 0        | 0        | 0           | 0          | 0            | 0            | 0            | 0            | 1                     | 0                     | 0                     | 0                     | 1        | 0      | 0           | 0          |
| E. Ferrante     | 0          | 0          | 0           | 0          | 0        | 0        | 0           | 0          | 0            | 0            | 0            | 0            | 0                     | 0                     | 0                     | 0                     | 0        | 0      | 0           | 0          |
| J.A. Ferrante   | 1          | 0          | 0           | 0          | 0        | 0        | 0           | 0          | 0            | 0            | 0            | 0            | 1                     | 0                     | 0                     | 0                     | 2        | 0      | 0           | 0          |
| M. Frediani     | 30         | 4          | 2           | 0          | 1        | 0        | 0           | 0          | 1            | 0            | 0            | 0            | 0                     | 0                     | 0                     | 0                     | 32       | 4      | 2           | 0          |
| M. Gallozzi     | 20         | 2          | 4           | 0          | 0        | 0        | 0           | 0          | 0            | 0            | 0            | 0            | 0                     | 0                     | 0                     | 0                     | 20       | 2      | 4           | 0          |
| D. Gizzi        | 5          | 0          | 0           | 0          | 0        | 0        | 0           | 0          | 1            | 0            | 0            | 0            | 1                     | 0                     | 0                     | 0                     | 7        | 0      | 0           | 0          |
| U. Improta      | 0          | 0          | 0           | 0          | 0        | 0        | 0           | 0          | 1            | 0            | 0            | 0            | 0                     | 0                     | 0                     | 0                     | 1        | 0      | 0           | 0          |
| S. Infantino    | 13         | 2          | 2           | 0          | 0        | 0        | 0           | 0          | 1            | 0            | 0            | 0            | 1                     | 1                     | 0                     | 0                     | 15       | 3      | 2           | 0          |
| G. Ingrosso     | 6          | 0          | 0           | 0          | 1        | 0        | 0           | 0          | 0            | 0            | 0            | 0            | 0                     | 0                     | 0                     | 0                     | 7        | 0      | 0           | 0          |
| A. Libertazzi   | 11         | 2          | 2           | 0          | 0        | 0        | 0           | 0          | 0            | 0            | 0            | 0            | 0                     | 0                     | 0                     | 0                     | 11       | 2      | 2           | 0          |
| G. Ligorio      | 0          | 0          | 0           | 0          | 0        | 0        | 0           | 0          | 1            | 0            | 0            | 0            | 1                     | 0                     | 0                     | 0                     | 2        | 0      | 0           | 0          |
| D. Maltese      | 9          | 1          | 3           | 0          | 0        | 0        | 0           | 0          | 0            | 0            | 0            | 0            | 0                     | 0                     | 0                     | 0                     | 9        | 1      | 3           | 0          |
| A. Marfisi      | 0          | 0          | 0           | 0          | 0        | 0        | 0           | 0          | 0            | 0            | 0            | 0            | 0                     | 0                     | 0                     | 0                     | 0        | 0      | 0           | 0          |
| T. Mucciante    | 0          | 0          | 0           | 0          | 0        | 0        | 0           | 0          | 1            | 0            | 1            | 0            | 0                     | 0                     | 0                     | 0                     | 1        | 0      | 1           | 0          |
| I. Pedrelli     | 8          | 0          | 1           | 0          | 1        | 0        | 0           | 0          | 0            | 0            | 0            | 0            | 0                     | 0                     | 0                     | 0                     | 9        | 0      | 1           | 0          |
| V. Petrucci     | 0          | 0          | 0           | 0          | 0        | 0        | 0           | 0          | 0            | 0            | 0            | 0            | 1                     | 0                     | 0                     | 0                     | 1        | 0      | 0           | 0          |
| Piá             | 12         | 1          | 1           | 0          | 1        | 0        | 0           | 0          | 0            | 0            | 0            | 0            | 0                     | 0                     | 0                     | 0                     | 13       | 1      | 1           | 0          |
| M. Pomante      | 26         | 4          | 3           | 0          | 1        | 0        | 0           | 0          | 0            | 0            | 0            | 0            | 0                     | 0                     | 0                     | 0                     | 27       | 4      | 3           | 0          |
| A. Scrugli      | 22         | 0          | 4           | 0          | 1        | 0        | 0           | 0          | 1            | 0            | 0            | 0            | 0                     | 0                     | 0                     | 0                     | 24       | 0      | 4           | 0          |
| N. Teggi        | 0          | 0          | 0           | 0          | 0        | 0        | 0           | 0          | 0            | 0            | 0            | 0            | 0                     | 0                     | 0                     | 0                     | 0        | 0      | 0           | 0          |
| A. Testa        | 30         | -27        | 1           | 0          | 1        | 0        | 0           | 0          | 1            | -1           | 0            | 0            | 0                     | 0                     | 0                     | 0                     | 32       | -28    | 1           | 0          |
| V. Triarico     | 17         | 2          | 0           | 0          | 0        | 0        | 0           | 0          | 0            | 0            | 0            | 0            | 0                     | 0                     | 0                     | 0                     | 17       | 2      | 0           | 0          |
| P. Ursini       | 0          | 0          | 0           | 0          | 0        | 0        | 0           | 0          | 0            | 0            | 0            | 0            | 0                     | 0                     | 0                     | 0                     | 0        | 0      | 0           | 0          |
| D.V. Vettraino  | 2          | 0          | 0           | 0          | 0        | 0        | 0           | 0          | 0            | 0            | 0            | 0            | 0                     | 0                     | 0                     | 0                     | 2        | 0      | 0           | 0          |
| A. Zaffagnini   | 29         | 0          | 1           | 1          | 1        | 0        | 0           | 0          | 1            | 0            | 0            | 0            | 1                     | 0                     | 0                     | 0                     | 32       | 0      | 1           | 1          |